# Vulbens
Vulbens is een gemeente in het Franse departement Haute-Savoie (regio Auvergne-Rhône-Alpes) en telt 845 inwoners (2005). De plaats maakt deel uit van het arrondissement Saint-Julien-en-Genevois.

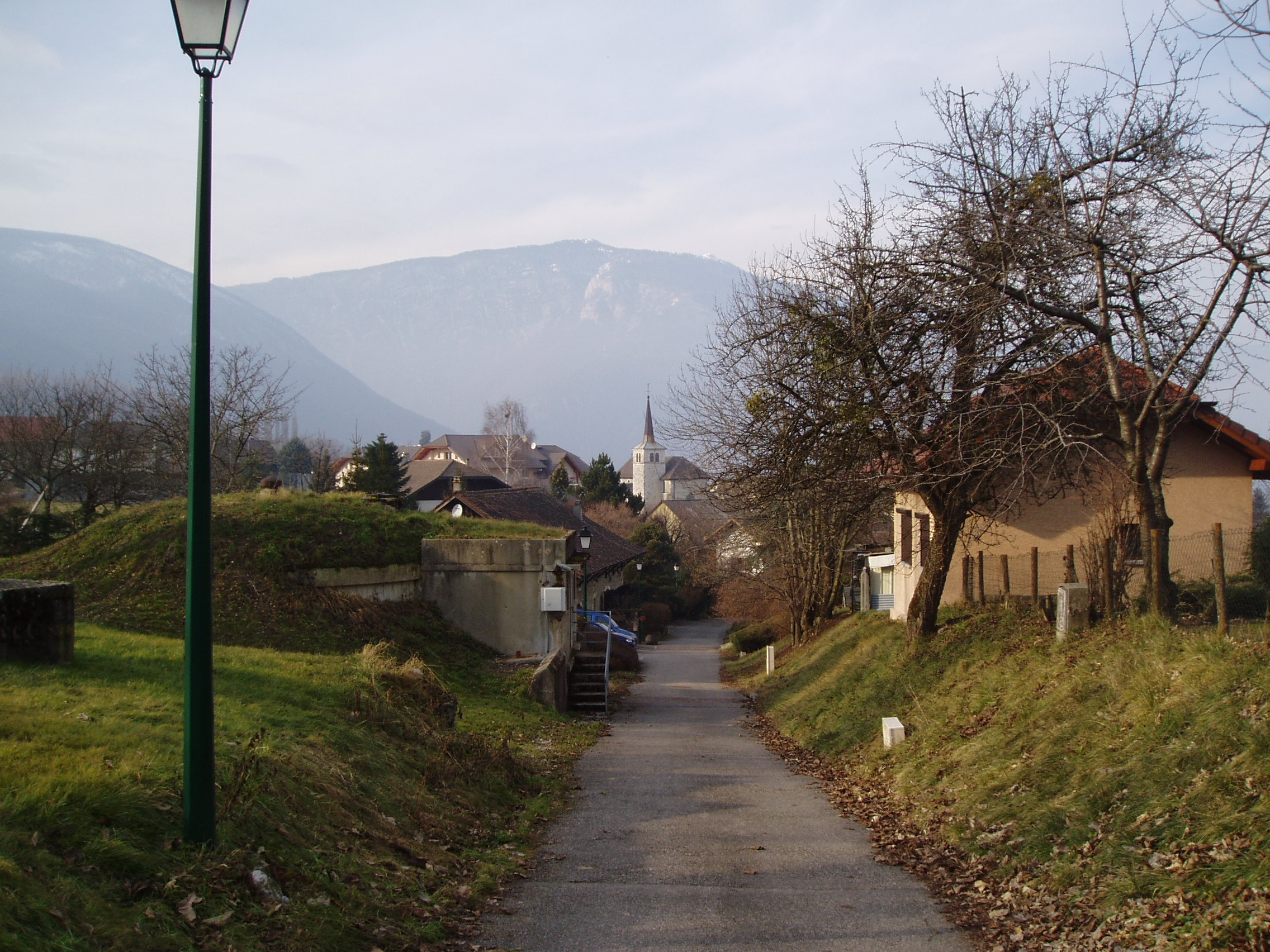
Vulbens
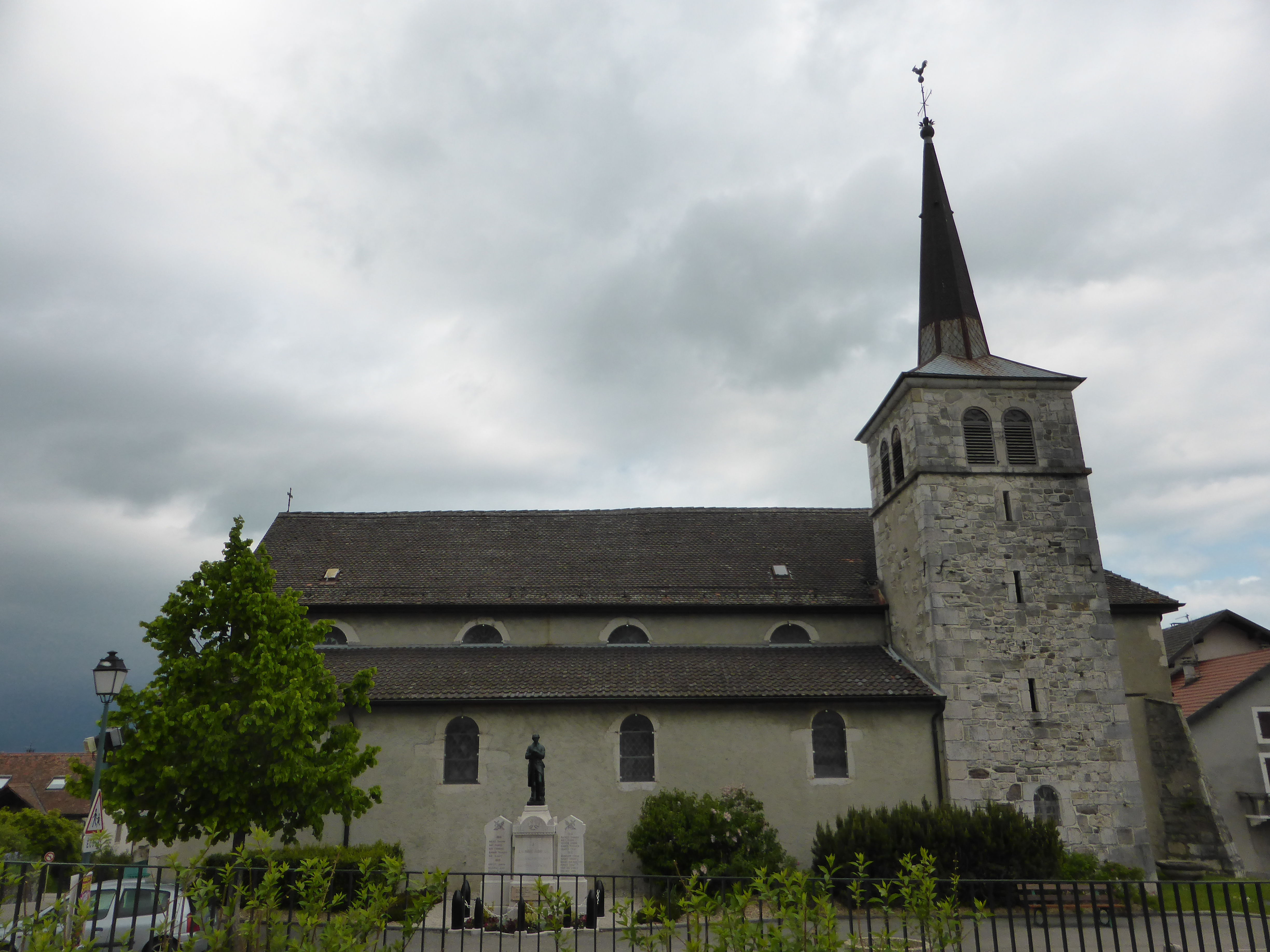
Kerk van Saint-Maurice in Vulbens

## Geografie
De oppervlakte van Vulbens bedraagt 12,5 km², de bevolkingsdichtheid is 67,6 inwoners per km².
De onderstaande kaart toont de ligging van Vulbens met de belangrijkste infrastructuur en aangrenzende gemeenten.

## Demografie
Onderstaande figuur toont het verloop van het inwonertal (bron: INSEE-tellingen).